# دارسي وينتوورث طومسون
دارسي وينتوورث طومسون (بالإنجليزية: D'Arcy Wentworth Thompson)‏ (2 مايو 1860–21 يونيو 1948) أحيائي اسكتلندي.